# BC Spartak de San Petersburgo
El BC Spartak de San Petersburgo es un equipo de baloncesto profesional que milita en la Superliga A. Disputa sus partidos en el Sibur Arena, con capacidad para 7044 espectadores.
De 1976 a 1978 jugó el baloncestista más alto del mundo, Aleksandr Sizonenko (1959-2012), de 2,39 m (7′ 10″) de estatura.

## Posiciones en Liga
| - 1990 (6) - 1991 (2) - 1992 (1) - 1993 (2) - 1995 (-2) - 1996 (-1) - 1997 (7) - 1998 (15) - 1999 (11) - 2000 (5) - 2001 (9) - 2002 (8) - 2003 (10) - 2004 (12) | - 2005 (9) - 2006 (13) - 2007 (8) - 2008 (11) - 2009 (6) - 2010 (7) - 2011 (3) - 2012 (5) - 2013 (3) - 2014 (16) - 2015 (Disuelto) - 2016 (3 - SuperLeague 2) - 2017 (3 - SuperLeague 2) - 2018 (12) |

## Posiciones en la VTB United League
- 2012 (2-B)
- 2013 (4-A)

## Palmarés
Liga de baloncesto de la Unión Soviética:
- 2 veces campeón (1975, 1992)
- 9 veces subcampeón (1970-1974, 1976, 1978, 1991, 1993)

Copa de la Unión Soviética:
- 2 veces Campeón: 1978, 1987)

Recopa de Europa:
- 2 veces campeón (1973, 1975)
- 1 vez subcampeón (1971)